# Église Saint-Perdufle de la Masse
L'église Saint-Perdufle de la Masse est une église catholique, d'architecture romane, située dans la petite bastide de La Masse, sur le territoire de la commune des Junies, en France.

## Localisation
L'église Saint-Perdufle est située dans le département français du Lot, aux Junies.

## Historique
L'église a probablement été construite à la fin du XIIe siècle.
Elle a été remaniée après la guerre de Cent Ans, à la fin du XVe siècle ou au début du XVIe siècle. Un portail est ouvert au nord. Un décor est peint. Un artiste local a réalisé un décor fruste sur les murs de la nef : le défilé des Sept péchés capitaux sur un mur et, en face à deux scènes de la Passion du Christ, le Baiser de Judas et la Flagellation. Ces peintures murales ont été découvertes en 1966.
La façade occidentale est reconstruite à l'époque moderne, probablement au XVIIIe siècle.
L'édifice est inscrit au titre des monuments historiques le 18 octobre 1971.
Plusieurs objets sont référencés dans la base Palissy.

## Description
L'église est à vaisseau unique. Le chœur est voûté en berceau plein cintre avec un chevet plat. La nef est charpentée.
| - Retable et décor peint du chevet - Nef, tribune au-dessus de l'entrée et confessionnal. - Fonts baptismaux. |

## Peintures murales
Les peintures murales ont été classées au titre objet aux monuments historiques le 18 novembre 1978.

### Défilés des sept péchés capitaux
Sur le mur sud se trouve une frise représentant les Sept Péchés Capitaux, avec, à l’est, la gueule du diable béante, le Léviathan, vers laquelle s’avancent les figures des Péchés montées chacune sur un animal réel ou imaginaire. L’ensemble des figures des Péchés du cortège sont reliées par une grande chaîne tirée par un diable, et d'autres entre chaque figure.
Le premier péché, à partir du Léviathan, est l'orgueil représenté par un riche monté sur le roi des animaux, le lion, tenant sur sa main un faucon, signe de noblesse. Il est suivi par l'avarice sous la forme d'un homme monté sur un blaireau et tenant une bourse pleine à chaque main. Puis la luxure représentée par une courtisane s'admirant dans un miroir symbolisant l'impudicité et montée sur un bouc. À la suite, l'envie montrée par un homme admirant un objet précieux que lui montre un diable tentateur. Ce péché est suivi par la gourmandise, figure peu visible, montée sur un porc symbole de ce vice dont on voit le groin. Puis la colère représentée par un jeune homme monté sur un léopard se perçant la poitrine de son épée. La paresse ferme le cortège, montée sur un âne, suivi d'un démon jaune qui fouette le dernier personnage.
Cette scène est cernée dans sa partie basse par une bande rouge entre deux filets noirs et dans sa partie haute par une bande ocre jaune entre deux filets noirs. Sur le soubassement, une scène représentant un évêque accompagné de deux personnages.
Le thème du défilé des Péchés capitaux se trouve dans plusieurs chapelles et églises du sud de la France à la fin du XVe siècle.
| - Le Léviathan bouche ouverte devant un diable tirant l'orgueil et l'avarice. - L'avarice suivie par la luxure et l'envie - L'envie, puis la gourmandise et la colère. - La colère et la paresse avec un grand démon jaune fouettant le cortège. |

### Scènes de la Passion du Christ
Sur le mur nord, face au cortège des péchés capitaux, étaient représentées des scènes de la Passion du Christ dont il reste le Baiser de Judas et la Flagellation de Jésus, entourées de bandes colorées. Ces scènes rappelaient que la souffrance du Christ a racheté les péchés du monde.
La Flagellation et le Baiser de Judas sont séparés par une large bande rouge avec des bandes noires de part et d'autre. La bande centrale était ornée de motifs, aujourd'hui illisibles.
La Passion du Christ devait être peinte sur la totalité du mur mais cette peinture a été détruite quand a été réalisé le percement pour installer les fonts baptismaux au XVIIe siècle.

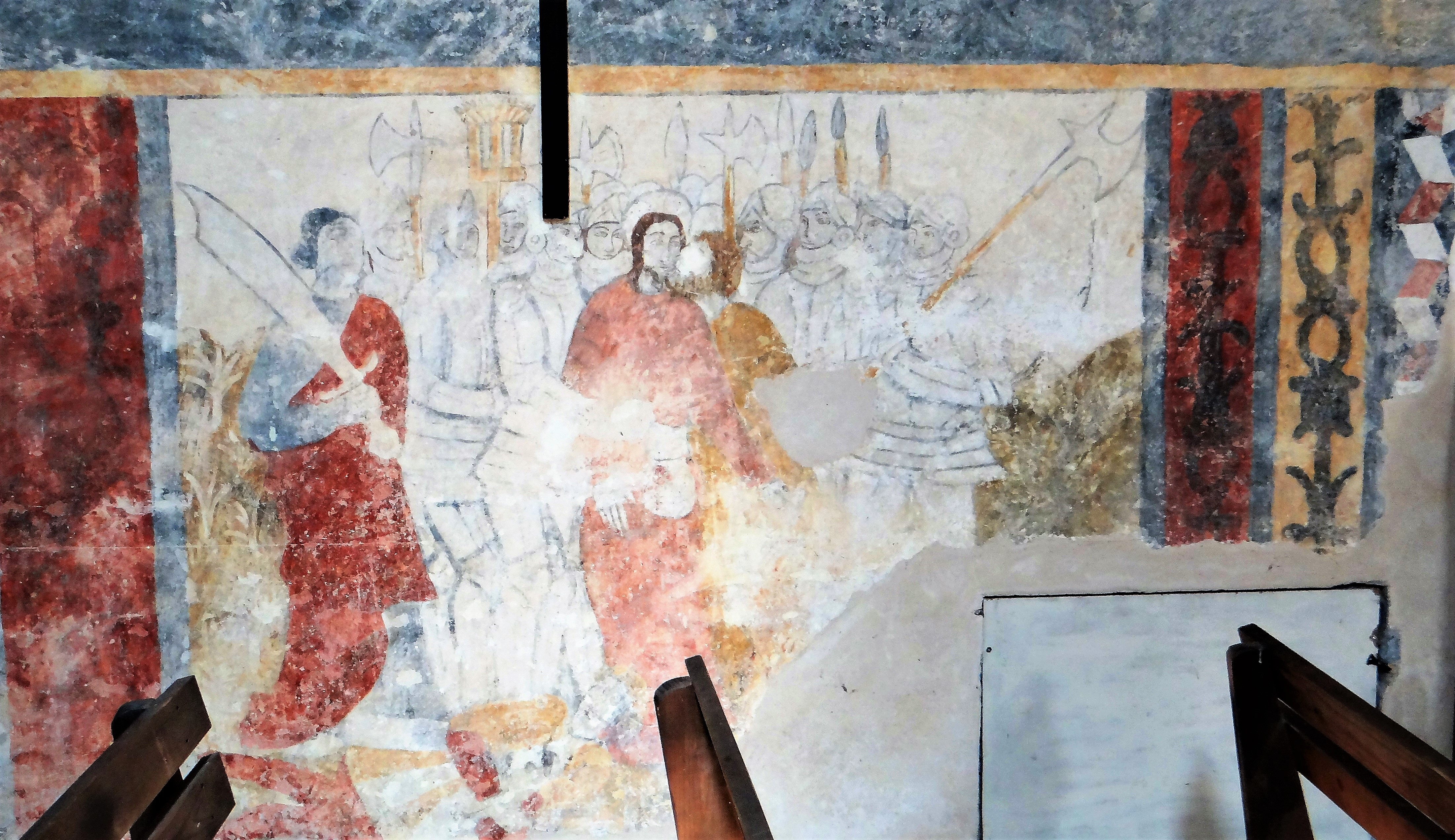
Le baiser de Judas.

### Décor peint du retable
L'église possède un retable placé au fond de l'église au XVIIe siècle qui est mis en valeur par un décor peint pendant la seconde moitié du XIXe siècle.

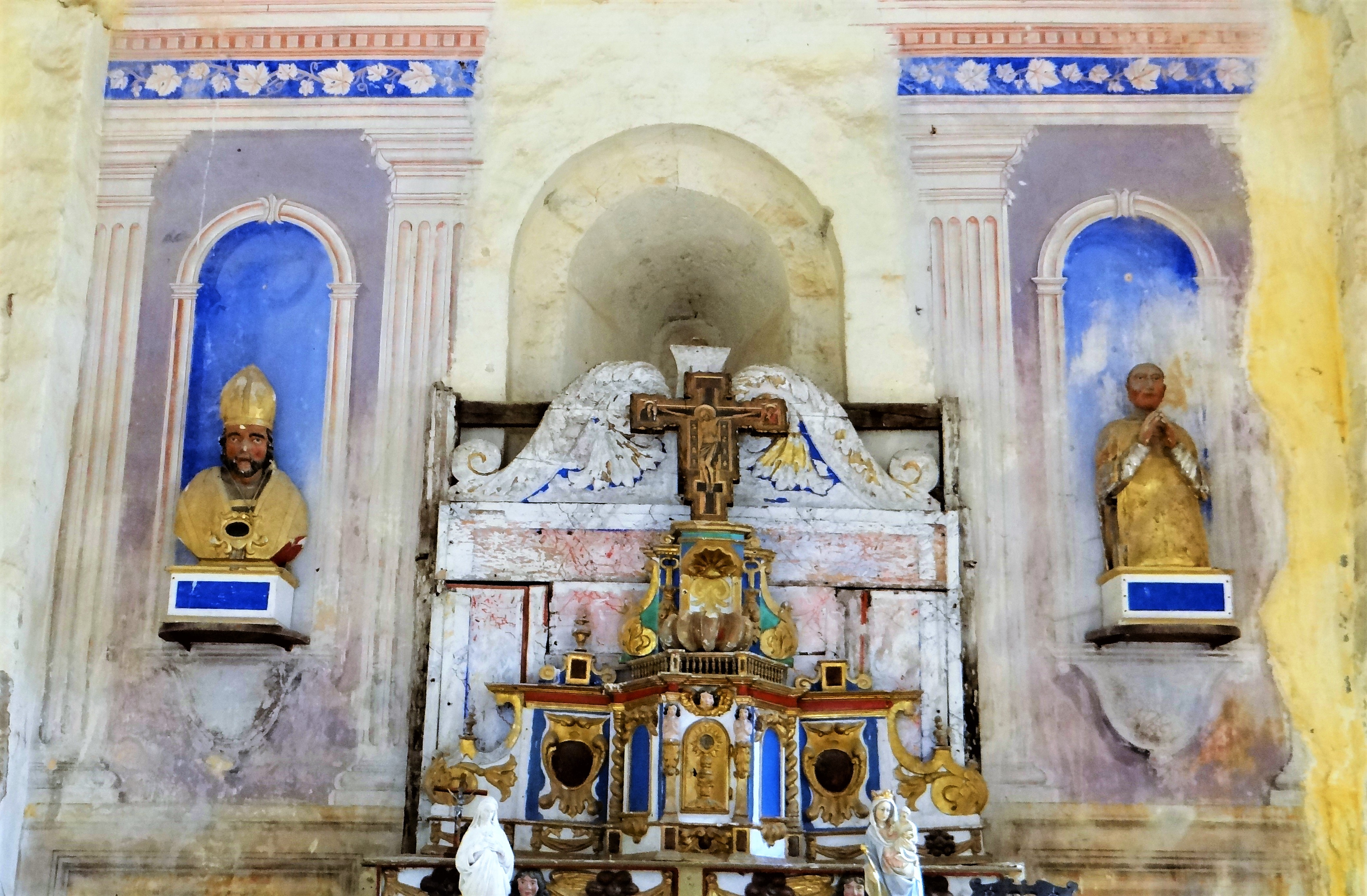
Retable du XVIIe siècle et décor peint de la seconde moitié du XIXe siècle.

## Mobilier
- La chaire à prêcher a été inscrite au titre objet aux monuments historiques le 15 octobre 1981[4].
- Le placard et la cuve baptismale ont été inscrits au titre d'objet aux monuments historiques le 24 mai 1989[5].
- Le buste-reliquaire d'un saint évêque est inscrit au titre d'objet aux monuments historiques le 26 mai 1995[6].